# Fontaine des Guillemites
Fontaine des Guillemites, även benämnd Fontaine des Blancs-Manteaux, är en fontän i Quartier Saint-Gervais i Paris 4:e arrondissement. Fontänen skapades omkring år 1719 av arkitekten och ingenjören Jean Beausire (1651–1743) och stod ursprungligen i hörnet av Rue des Guillemites och Notre-Dame-des-Blancs-Manteaux. År 1930 flyttades den en bit och placerades mot väggen till Notre-Dame-des-Blancs-Manteaux. Fontänen, som inte längre är i bruk, är ett historiskt monument.

## Omgivningar
- Notre-Dame-des-Blancs-Manteaux
- Clos des Blancs-Manteaux
- Rue des Blancs-Manteaux
- Rue des Guillemites
- Rue Pecquay
- Square Charles-Victor-Langlois

## Bilder
| - Fontaine des Guillemites. Fotografi av Eugène Atget från år 1901. - Fontaine des Guillemites vid Notre-Dame-des-Blancs-Manteaux. - Notre-Dame-des-Blancs-Manteaux. |